# الجزر الشمالية
الجزر الشمالية (بالإنجليزية: Northern Isles، بالاسكتلندية: Northren Isles، بالغيلية الاسكتلندية: Na h-Eileanan a Tuath، بالنوردية القديمة: Norðreyjar) هو مصطلح يُستخدم للإشارة إلى أرخبيلين من الجزر الواقعة قُبالة ساحل شمال اسكتلندا ألا وهما من جزر أوركني وشتلاند. يتميز مناخ المنطقة باعتدال برودته متأثراً بالبحار المحيطة. يبلغ مجموع الجزر المأهولة بالسكان 26 جزيرة. يتميز أرخبيل أوركني بجزرها الزراعية الخصبة على النقيض من جزر شتلاند شمالاً التي تتميز بأراضيها الوعرة، فيعتمد اقتصاد شتلاند بصورة أكبر على صيد السمك والثروة النفطية في البحار المحيطة. يتمتع كٍلا الأرخبيلان بقطاع طاقة متجددة مزدهر. ويجمع الأرخبيلان تاريخ مشترك إبَّان الحقبتين البيكتيَّة والنورديَّة.